# Løv-Ham Fotball
Il Løv-Ham Fotball era una società calcistica norvegese con sede a Bergen.

## Storia
È stato fondato il 29 dicembre 1975 ed è stato creato grazie alla fusione di due squadre, Løvåsen e Hamre. Nel 1999, furono create due sezioni del club: il Løv-Ham Fotball e il Løv-Ham Handball.
Il Løv-Ham è maggiormente noto, però, come club calcistico, avendo più di 600 membri. Nel 2010, la squadra arrivò fino ai play-off per la promozione nella Tippeligaen, ma furono sconfitti dal Fredrikstad.
La promozione nella massima divisione non è comunque una priorità per il club, che punta piuttosto alla valorizzazione dei giovani della zona di Bergen. A causa proprio del basso budget a disposizione per la squadra, il Løv-Ham non ha la possibilità economica di tentare la scalata nella Tippeligaen. Al termine del campionato 2011, la formazione retrocesse nella 2. divisjon.
Sempre alla fine del 2011, il Løv-Ham raggiunse un accordo con il Fyllingen per creare una nuova società, il FK Fyllingsdalen.

## Palmarès

### Competizioni nazionali
- 2. divisjon: 1

2004 (gruppo 3)

### Altri piazzamenti
- 2. divisjon:

Secondo posto: 2002 (gruppo 3), 2003 (gruppo 3)
Terzo posto: 2000 (gruppo 5)

## Organico

### Rosa 2011
| N. |                     | Ruolo | Calciatore         |
| -- | ------------------- | ----- | ------------------ |
| 1  | Norvegia (bandiera) | P     | Johan Thorbjørnsen |
| 2  | Norvegia (bandiera) | D     | Marius Solberg     |
| 3  | Ghana (bandiera)    | D     | Paul Addo          |
| 6  | Norvegia (bandiera) | D     | Bjørn Dahl         |
| 8  | Norvegia (bandiera) | C     | Erlend Storesund   |
| 9  | Norvegia (bandiera) | D     | Nicolai Misje      |
| 10 | Norvegia (bandiera) | A     | Kim-Rune Hellesund |
| 11 | Norvegia (bandiera) | A     | Matias Møvik       |
| 12 | Norvegia (bandiera) | P     | Erlend Johansen    |
| 14 | Norvegia (bandiera) | A     | Sindre Marøy       |
| 15 | Norvegia (bandiera) | D     | Kevin Duré         |

| N. |                      | Ruolo | Calciatore            |
| -- | -------------------- | ----- | --------------------- |
| 16 | Norvegia (bandiera)  | C     | Anders Næs            |
| 17 | Norvegia (bandiera)  | D     | Mats Kaland           |
| 18 | Norvegia (bandiera)  | A     | Arve Walde            |
| 19 | Senegal (bandiera)   | A     | Moustapha Cissé       |
| 20 | Norvegia (bandiera)  | C     | Fredrik Heggeland     |
| 21 | Nigeria (bandiera)   | C     | Prince Efe Ehiorobo   |
| 22 | Norvegia (bandiera)  | A     | Trond-Erik Asbjørnsen |
| 23 | Macedonia (bandiera) | C     | Bilal Velija          |
| 24 | Norvegia (bandiera)  | D     | Amund Myrseth         |
| 26 | Norvegia (bandiera)  | D     | Karl Morten Eek       |
| 30 | Norvegia (bandiera)  | P     | Martin Hollund        |